# Misato Fukuen
Misato Sakuragi, (福圓 美里 Sakuragi Misato?) más conocida como Misato Fukuen (ふくえんみさと Fukuen Misato?) es una seiyū nacida el 10 de enero de 1982 en Tokio, Japón. Actualmente está afiliada a Sigma Seven.

## Perfil, carrera y persona
- Formó un grupo musical llamado TAMAGO en 2004 con la seiyū Mai Kadowaki.
- También fue parte de una unidad teatral llamada Otome Kikaku Kuroji con Akiko Matsuzaki.
- Copresentó en programa de radio de Nana Mizuki, 'Nana Mizuki Smile Gang'.
- Fumiko Orikasa es la seiyū que ella admira.
- Es amiga de la seiyū Kanako Kondo desde el instituto.
- Hideyuki Tanaka ha sido uno de sus mentores desde que ella estaba en el instituto.
- Está capacitada para interpretar tanto papeles masculinos como femeninos.

## Roles interpretados
Lista de los roles interpretados durante su carrera.
Los papeles principales están en negrita.

### Anime
2000
- Boys Be... como Aya Kurihara (ep. 3)

2001
- Prétear como Hajime.

2003
- Battle Programmer Shirase como Misao Amane.
- E's Otherwis como Raphael.
- Kaleido Star como Sayaka.
- Matantei Loki Ragnarok como Ecchan.
- Someday's Dreamers como Yuuta (ep. 6)

2004
- Aqua Kids como Palm; Tic
- Gakuen Alice como Headphone-kun (ep. 11)
- Girls Bravo como Hikage.
- Mezzo como Kanako.
- The Marshmallow Times como Sandy.
- Yumeria como Koneko.

2005
- Black Cat como Eve; Tearju Lunatique.
- Fushigiboshi no Futago Hime como Princesa Lione.
- Gokujo Seitokai como Mami Aoki (ep. 4)
- Ichigo Mashimaro como Konno-san (ep. 3)
- Jigoku Shōjo como Meguro (ep. 10)
- Kamichu! como Chou.
- Ultimate Girls como Silk Koharuno.

2006
- Bakkyuu HIT! Crash Bedaman como Konta Tsukina.
- Bincho-tan como Chiku-rin.
- Fushigiboshi no Futago Hime Gyu! como Princesa Lione.
- Futari wa Pretty Cure Splash Star como Tomoya-kun.
- Hataraki Man como Mayu Nagisa.
- Le Chevalier D'Eon como Belle.
- Marginal Prince como Haruya (joven) (ep. 5)
- Red Garden como Lise Harriette Meyer.
- Ryūsei no Rockman como Misora Hibiki.
- Animal Crossing: La Película como Minina.

2007
- Darker than Black como Yin.
- Devil May Cry como Patty.
- GeGeGe no Kitarō (2005) como Kazuo (ep. 31); Manami (ep. 86)
- Hidamari Sketch como Natsume (ep. 7)
- Moribito - Guardian of the Spirit como Nimuka (ep. 18)
- Ōkiku Furikabutte como Chiyo Shino'oka.
- Ryūsei no Rockman Tribe como Misora Hibiki.
- Shining Tears X Wind como Ryuna.

2008
- Allison & Lillia como Carlo.
- Battle Spirits: Shōnen Toppa Version como Nanarin, Chica Anna; Setsuko Kirishima.
- Hidamari Sketch × 365 como Natsume.
- Rosario + Vampire como Kurumu Kurono.
- Ryoko's Case File como Satomi Kaizuka.
- Soul Eater como Eruka Frog.
- Strike Witches como Yoshika Miyafuji.
- To Aru Majutsu no Index como Maika Tsuchimikado.
- To Love-Ru como Konjiki no Yami.
- Yozakura Quartet como Hime Yarisakura.

2009
- Darker than Black: Ryūsei no Gemini como Yin.
- Fullmetal Alchemist: Brotherhood como Elysia Hughes.

2010
- Motto To Love-Ru  como Konjiki no Yami.
- Pokémon Best Wishes como Mijumaru (Oshawott).

2011
- Blood-C como Nene/Nono Motoe.
- Boku wa Tomodachi ga Sukunai como Rika Shiguma.
- Kamisama Dolls como Utau Kuga.

2012
- Another como Takako Sugiura.
- Nazo no Kanojo X como Yōko Tsubaki.
- PreCure All Stars New Stage: Mirai no Tomodachi como Miyuki Hoshizora/Cure Happy.
- Smile Pretty Cure! como Miyuki Hoshizora/Cure Happy.
- Sankarea como Bābu
- Strike Witches The Movie  como Yoshika Miyafuji.
- Tasogare Otome x Amnesia como Momoe Okonogi.
- To Love-Ru Darkness como Konjiki no Yami y Tearju Lunatique.
- Oda Nobuna no Yabou como Maeda Inuchiyo.
- Dakara Boku wa, H ga Dekinai como Iria Fukumune.

2013
- Boku ga Tomodachi wa Sukunai NEXT como Rika Shiguma.

2014
- JoJo's Bizarre Adventure: Stardust Crusaders como Iggy.
- Sailor Moon Crystal como Chibiusa Tsukino

2015
- Plastic Memories como Souta Wakanae

- Sailor Moon Crystal como Chibiusa Tsukino / Sailor Chibi Moon, Black Lady

2016
- Sailor Moon Crystal como Chibiusa Tsukino / Sailor Chibi Moon

2017
- Boku no Hero Academia 2 como Himiko Toga (eps 37-38).

2018
- Boku no Hero Academia 3 como (Himiko Toga)

### OVA
- AIKa R-16: Virgin Mission como Eri Shingai.
- AIKa ZERO como Eri Shingai.
- Dead Girls como Louise.
- Honey x Honey Drops como Yuzuru Hagino.
- Street Fighter IV: The Ties That Bind como Sakura Kasugano.
- To Love-Ru como Konjiki no Yami.

### Películas
- Animal Crossing como Buke (Rosie) the Cat.
- Crayon Shin-chan: Densetsu wo Yobu Buriburi Sanpun Pokkiri Daishingeki como
- Symphony in August como Ai.
- Pretty Guardian Sailor Moon Eternal  como Chibiusa Tsukino / Sailor Chibi Moon
- Pretty Guardian Sailor Moon Cosmos: The Movie como Chibiusa Tsukino / Sailor Chibi Moon

### Videojuegos
- Fate/Grand Order como Osakabehime.
- Star Ocean: The Last Hope como Reimi Saionji.
- Street Fighter IV como Sakura Kasugano.
- Tokimeki Memorial 4 como Miyako Okura
- Tales of Zestiria como Edna[2]
- My Hero One's Justice como Himiko Toga
- Blue Archive como Iroha Natsume[3]

### Doblaje
- iCarly como Freddie Benson.
- Patrulla de Cachorros como Marshall.
- Harvey Beaks como Fee.